# 8-巯基喹啉
8-巯基喹啉是一种有机化合物，化学式为C9H7NS，它是喹啉的8号位的氢被巯基取代得到的化合物。

## 制备
喹啉和氯磺酸反应，得到喹啉-8-磺酰氯，它在甲苯中和三苯基膦反应，得到8-巯基喹啉。
8-溴喹啉和甲硫醇钠反应，酸化后也能得到8-巯基喹啉。

## 反应
8-巯基喹啉可以作为螯合配体，和金属化合物反应生成相应的8-巯基喹啉配位化合物，如它和四氯合金(III)酸钠反应，可以得到8-巯基喹啉二氯化金；和二氯化二(二甲基亚砜)合铂反应，生成LPtCl[SO(CH3)2]（L为8-巯基喹啉阴离子）；和二氯化二乙腈合钯(II)反应，得到8-巯基喹啉钯(II)，配体中的硫和氮原子共同参与配位。
8-巯基喹啉和氯化苄在碳酸钾的存在下于N,N-二甲基甲酰胺中反应，可以得到8-苄硫基喹啉。它在乙醇溶液中和碘的氯仿溶液发生不可逆的氧化还原反应，生成(喹啉-8,8'-二硫化物)三碘化物，在该化合物中，喹啉鎓阳离子通过π-π堆积相互作用形成二聚体。它和溴乙烯反应，也能形成鎓盐：
它和二碘甲烷发生类似反应：